# (7873) Boll
(7873) Boll  es un asteroide perteneciente al cinturón de asteroides, descubierto el 15 de enero de 1991 por Freimut Börngen desde el Observatorio Karl Schwarzschild, en Alemania.

## Designación y nombre
Designado inicialmente como 1991 AE3. Fue nombrado en honor a Heinrich Böll (1917-1985), destacado escritor alemán. En su obra describió la realidad de la Segunda Guerra Mundial y la posguerra, principalmente a través del destino de la gente común. Demócrata con gran visión de futuro, defendió la libertad de pensamiento siempre que se vio en peligro. Entre 1971 y 1974 fue presidente del PEN Club Internacional. Su recepción del Premio Nobel de Literatura en 1972 fue la señal visible de su reconocimiento en todo el mundo.

## Características orbitales
Boll orbita a una distancia media del Sol de 2,637 ua, pudiendo acercarse hasta 2,344 ua y alejarse hasta 2,930 ua. Tiene una excentricidad de 0,111 y una inclinación orbital de 5,092° grados. Emplea en completar una órbita alrededor del Sol 1564,27 días.

## Características físicas
Su magnitud absoluta es 13,31. Tiene 6,180 km de diámetro. Su albedo se estima en 0,292.